# Österreichischer Volleyball-Cup 2011/12 (Frauen)
Der Österreichische Volleyball-Cup der Frauen wurde in der Saison 2011/12 vom Österreichischen Volleyballverband zum 32. Mal ausgespielt und begann am 16. Oktober 2011 mit der ersten Runde und endete am 13. Februar 2012 mit dem Finale. Der Pokal ging an die SG SVS Post.

## Teilnehmende Mannschaften
Für den österreichischen Volleyball-Cup haben sich anhand der Teilnahme der Ligen der Saison 2011/12 folgende 26 Mannschaften, die nach der Saisonplatzierung der 1. Bundesliga 2010/11, der 2. Liga Ost 2010/11 und der 2. Liga West 2010/11 geordnet sind, qualifiziert. Teams, die als durchgestrichen gekennzeichnet sind, nahmen am Wettbewerb aus diversen Gründen nicht am Wettbewerb teil oder sind die erste Mannschaften und spielten daher nicht um den Pokal mit. Weiters konnten noch der Landescupsieger, der Landesmeister oder deren Vertreter der Saison 2010/11 teilnehmen.
| 1. Bundesliga (10) | 1. Bundesliga Aufstiegsrunde (3) |
| --- | --- |
| - SG SVS Post (NÖ) (M) - ASKÖ Linz Steg (OÖ) (C) - ATSC Wildcats Klagenfurt (K) - SG SVS X-Volley (NÖ) - VC Tirol (T) - TSV Hartberg (ST) - SG UVF Melk (NÖ) - SG TI-volley (T) - SG WSV Eisenerz/VBV Trofaiach (ST) - SG UVC Graz (ST) (N) - TV Oberndorf (S) - ATSC Wildcats Klagenfurt II (K) (N) | - SG UVC Graz (ST) siehe 1. Bundesliga - SG WSV Eisenerz/VBV Trofaiach (ST) siehe 1. Bundesliga - TV Oberndorf (S) siehe 1. Bundesliga - ATSC Wildcats Klagenfurt II (K) siehe 1. Bundesliga - Union West-Wien (W) - VC Dornbirn (V) - VC Mils (T) - SG SVS hotVolleys (W) |
| Frühjahrsdurchgang | |
| 2. Bundesliga Ost (7) | 2. Bundesliga West (4) |
| - Union Güssing (B) - VBK Klagenfurt (K) - ATSE Graz (ST) - AVC Klagenfurt (K) - SG Mostvolley ASKÖ Purgstall (NÖ) (N) und - VolleyTeam Wien-Roadrunners (NÖ) - UVC Graz II (W) - Sportunion Langenlebarn (NÖ) - SK Aich/Dob (K) (N) - TUS Bad Radkersburg (ST) (N) - Union volleyteam Südstadt (NÖ) | - PSV VBG Salzburg (S) - SG Schwertberg/ASKÖ Ried (OÖ) - ASKÖ Linz Steg II (OÖ) (N) - SU inzingvolley (T) - VC Olympia Innsbruck (T) und - UVV Seekirchen (S) - SG ASKÖ Perg/Pregarten (OÖ) - SG TI-volley II (T) - VC Volders (T)                                         |
| Landescupsieger und Landesmeister (2) | |
| - VC Klosterneuburg (NÖ) | - SHS Mondsee (OÖ) |
| Erläuterungen Länderkürzel: (B): Burgenland, (K): Kärnten, (OÖ): Oberösterreich, (NÖ): Niederösterreich, (S): Salzburg, (ST): Steiermark, (T): Tirol, (W): Wien, (V): Vorarlberg | |

| (M) | amtierender Meister      |
| (C) | amtierender Cupsieger    |
| (N) | Neuaufsteiger der Saison |

## Turnierverlauf

### Vorrunde
| Datum             | Team 1                | Team 2                   | Ergebnis                         |
| ----------------- | --------------------- | ------------------------ | -------------------------------- |
| 16.10.2011, 18:00 | TUS Bad Radkersburg   | Sportunion Langenlebarn  | 3:0 (25:10, 25:17, 25:12)        |
| 16.10.2011, 18:00 | Union Güssing         | UVF Melk                 | 0:3 (17:25, 7:25, 20:25)         |
| 16.10.2011, 18:00 | Klosterneuburg        | ATSE Graz                | 3:0 (25:22, 25:19, 25:14)        |
| 16.10.2011, 18:00 | SHS Mondsee           | SG ASKÖ Perg/Pregarten   | 3:1 (16:25, 25:21, 25:17, 25:12) |
| 16.10.2011, 18:00 | TV Oberndorf          | ASKÖ Linz Steg           | 0:3 (21:25, 10:25, 22:25)        |
| 16.10.2011, 18:00 | SK Aich/Dob           | UVC Graz                 | 0:3 (17:25, 14:25, 22:25)        |
| 16.10.2011, 18:00 | PSV VBG Salzburg      | VC Tirol                 | 3:1 (25:21, 19:25, 25:18, 25:20) |
| 16.10.2011, 18:00 | SG Eisenerz/Trofaiach | TSV Hartberg             | 0:3 (20:25, 13:25, 15:25)        |
| 16.10.2011, 18:00 | Union West-Wien       | ATSC Wildcats Klagenfurt | 1:3 (25:23, 16:25, 21:25, 14:25) |
| 16.10.2011, 18:00 | VC Mils               | SU inzingvolley          | 3:1 (25:23, 21:25, 25:19, 25:23) |

### Achtelfinale
Folgende sechs Vereine stiegen in das Achtelfinale ein:
VC Dornbirn, AVC Klagenfurt, SG Schwertberg/ASKÖ Ried, SG Volleyteam Roadrunners, SG SVS Post, SG TI-volley
| Datum             | Team 1                   | Team 2                    | Ergebnis                         |
| ----------------- | ------------------------ | ------------------------- | -------------------------------- |
| 27.11.2011, 18:00 | AVC Klagenfurt           | VC Mils                   | 3:0 (25:14, 25:14, 25:14)        |
| 27.11.2011, 18:00 | TUS Bad Radkersburg      | UVC Graz                  | 0:3 (15:25, 17:25, 17:25)        |
| 27.11.2011, 18:00 | VC Dornbirn              | SG Volleyteam Roadrunners | 1:3 (24:26, 19:25, 25:17, 24:26) |
| 27.11.2011, 18:00 | VC Klosterneuburg        | ASKÖ Linz Steg            | 0:3 (9:25, 18:25, 21:25)         |
| 27.11.2011, 18:00 | SHS Mondsee              | TSV Hartberg              | 0:3 (10:25, 14:25, 25:27)        |
| 27.11.2011, 18:00 | SG TI-volley             | ATSC Wildcats Klagenfurt  | 3:1 (18:25, 25:21, 27:25, 25:18) |
| 27.11.2011, 18:00 | PSV VBG Salzburg         | UVF Melk                  | 0:3 (20:25, 25:27, 21:25)        |
| 27.11.2011, 18:00 | SG Schwertberg/ASKÖ Ried | SG SVS Post               | 0:3 (11:25, 17:25, 15:25)        |

### Viertelfinale
| Datum             | Team 1                    | Team 2         | Ergebnis                         |
| ----------------- | ------------------------- | -------------- | -------------------------------- |
| 11.12.2011, 18:00 | AVC Klagenfurt            | SG SVS Post    | 0:3 (11:25, 9:25, 13:25)         |
| 11.12.2011, 18:00 | SG TI-volley              | UVC Graz       | 1:3 (25:17, 19:25, 26:28, 15:25) |
| 11.12.2011, 18:00 | SG Volleyteam Roadrunners | TSV Hartberg   | 0:3 (23:25, 15:25, 22:25)        |
| 11.12.2011, 18:00 | UVF Melk                  | ASKÖ Linz Steg | 1:3 (25:18, 23:25, 17:25, 21:25) |

### Halbfinale
| Datum             | Team 1       | Team 2         | Ergebnis                                |
| ----------------- | ------------ | -------------- | --------------------------------------- |
| 22.01.2012, 16:30 | TSV Hartberg | ASKÖ Linz Steg | 3:2 (24:26, 25:16, 22:25, 25:21, 15:13) |
| 27.01.2012, 18:00 | UVC Graz     | SG SVS Post    | 1:3 (21:25, 25:23, 11:25, 16:25)        |

### Finale
| Datum             | Team 1      | Team 2       | Ergebnis                  |
| ----------------- | ----------- | ------------ | ------------------------- |
| 13.02.2012, 17:30 | SG SVS Post | TSV Hartberg | 3:0 (25:15, 25:19, 25:12) |